# Louis Kassel
Louis Stevenson Kassel (* 1905; † 1973) war ein US-amerikanischer Chemiker (Physikalische Chemie, Photochemie).
Kassel wurde 1927 an der University of Chicago in Chemie promoviert (I. An Investigation of the Quantum Efficiency of the Decomposition of Ammonia at Very Short Wave Lengths. II. On Homogeneous Unimolecular Gas Reactions). Danach war er als Post-Doktorand am Caltech. Er war Forschungsleiter (Research Coordinator) von Universal Oil Products in Riverside (Illinois).
Er entwickelte unabhängig von Oscar K. Rice und Herman Ramsperger (1927) die RRK-Theorie (1928), die nach allen drei benannt ist. Die RRK-Theorie lieferte eine mikroskopische quantitative Beschreibung unimolekularer Reaktionen in der Gasphase mit Erklärung der Abnahme der Reaktionsrate mit dem Gasdruck. Sie zeigte die Rolle molekularer Anregungen durch Stöße für die Reaktion. Rice war um dieselbe Zeit am Caltech wie Kassel und beide diskutierten über die Theorie (Rice bedankte sich in einer Arbeit von 1928 bei Kassel dafür). Kassel wählte einen etwas anderen, aber äquivalenten Zugang als Rice und Ramsperger.
Er war Mitglied der American Association for the Advancement of Science.

## Schriften
Außer die in den Fußnoten zitierten Arbeiten.
- The heat of dissociation of oxygen, Physical Review, Band 34, 1929, S. 817
- The equilibrium between matter and radiation, Physical Review, Band 35, 1930, S. 778–781
- The kinetics of homogeneous gas reactions, American Chemical Society (The Chemical Catalogue Company), New York 1932
- The thermal decomposition of Methane, J. Am. Chem. Soc., Band 54, 1932, Nr. 10, S. 3949–3961.
- Persistence of velocity and the theory of second order gas reactions, Physical Review, Band 35, 1930, S. 261
- mit William Albert Noyes junior: A Review of Photochemistry, Chemical Reviews, Band 3, 1930, S. 199–225
- The Calculation of Thermodynamic Functions from Spectroscopic Data, Chemical Reviews, Band 18, 1936, S. 277–313